# آگوست باچ
آگوست باچ (انگلیسی: August Batsch; ۲۸ اکتبر ۱۷۶۱ – ۲۹ سپتامبر ۱۸۰۲) دانشمند در زمینه قارچ‌شناسی اهل امپراتوری مقدس روم بود.